# Dichromia aculeifera
Dichromia aculeifera är en fjärilsart som beskrevs av Aurivillius 1925. Dichromia aculeifera ingår i släktet Dichromia och familjen nattflyn. Inga underarter finns listade i Catalogue of Life.